# Noé-les-Mallets
Noé-les-Mallets è un comune francese di 119 abitanti situato nel dipartimento dell'Aube nella regione del Grand Est.
Si è chiamata Noë-les-Mallets fino al 22 marzo 2011.

## Società

### Evoluzione demografica
Abitanti censiti